# Епархия Мангочи
Епархия Мангочи (лат. Dioecesis Mangociensis) — епархия Римско-Католической церкви с центром в городе Мангочи, Малави. Епархия Мангочи входит в митрополию Блантайра. Кафедральным собором епархии Мангочи является церковь святого Августина.

## История
29 мая 1969 года Римский папа Павел VI издал буллу «Quam studiose», которой учредил апостольскую префектуру Форт-Джонстона, выделив её из епархии Зомбы.
17 сентября 1973 года Римский папа Павел VI издал буллу «Cum Nostrum apostolicum», которой преобразовал апостольскую префектуру Форт-Джонстона в епархию Мангочи.

## Ординарии епархии
- епископ Alessandro Assolari, S.M.M.[1] (3.10.1969 — 20.11.2004);
- епископ Luciano Nervi, S.M.M. (20.11.2004 — 8.03.2005);
- епископ Alessandro Pagani, S.M.M. (3.04.2007 — 6.12.2013);
- епископ Monfort Stima (с 6 декабря 2013 года).